# Mohamed Kajole
Mohamed Kajole (Tanganyika, 1951) es un exfutbolista de Tanzania que jugaba en la posición de defensa.

## Carrera

### Club
Jugó toda su carrera con el Simba SC de 1970 a 1981, con el que fue campeón nacional en seis ocasiones y ganó la Copa Interclubes Kagame en 1974.

### Selección nacional
Jugó para Tanzania en dos ocasiones de 1980 a 1981 y participó en la Copa Africana de Naciones 1980.

## Logros
- Liga tanzana de fútbol (6): 1973, 1976, 1977, 1978, 1979, 1980
- Copa Interclubes Kagame (1): 1974